# Apparition de l'ange aux Myrophores
L'Apparition de l'ange aux Myrophores ou Les femmes porteuses de myrrhe au tombeau (grec moderne : μυροφόροι γυναίκες; russe : Жёны-мироносицы у Гроба Господня) est une icône datant de la fin du XVe  - début du  XVIe siècle, provenant de la région de Vologda ( école iconographique de Vologda). Elle se trouve au Musée russe de Saint-Pétersbourg, en Russie.

## Histoire
Le thème iconographique des femmes porteuses de myrrhe, dites Myrophores, est très ancien. Le plus ancien témoignage semble se trouver en Syrie sur le site archéologique de Doura Europos sur le moyen Euphrate. Il s'agit d'une fresque d'un sanctuaire chrétien datant de l'année 230 .

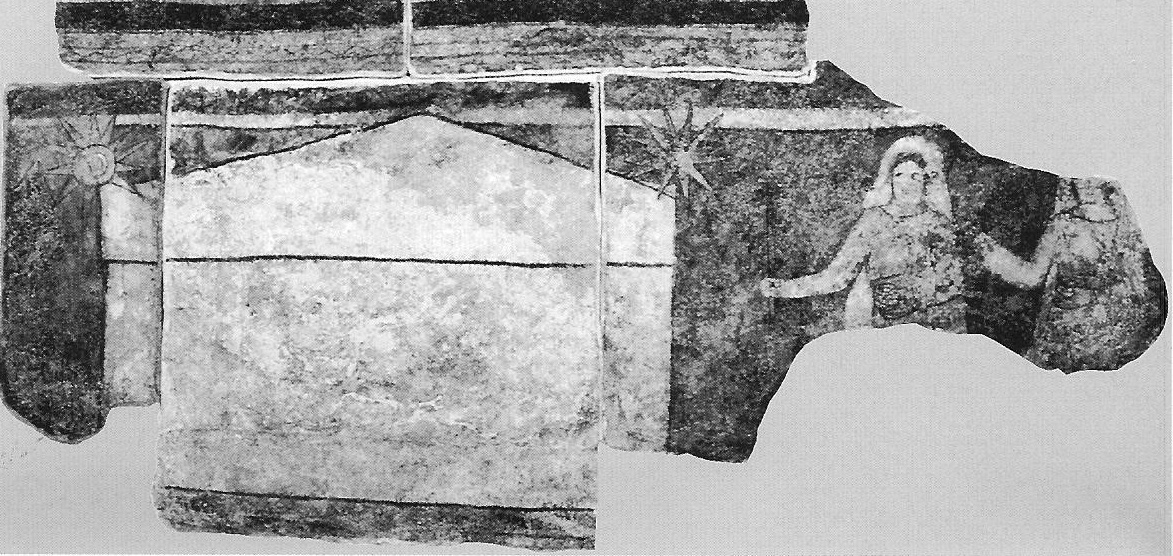
Les femmes au tombeau à Doura Europos en Syrie

Le texte de la Bible (Marc 16, 1-6) décrit la scène des Myrophores comme suit : « Lorsque le sabbat fut passé, Marie-Madeleine, Marie mère de Jacques et Salomé, achetèrent des aromates afin d'aller embaumer Jésus... Elles entrèrent dans le tombeau, virent un jeune homme assis ... vêtu d'une robe blanche, et elles furent épouvantées. Il leur dit : Ne vous épouvantez pas ; vous cherchez Jésus de Nazareth, le crucifié, il est ressuscité, il n'est pas ici ; voici l'endroit où on l'avait déposé. ». L'Évangile selon Luc (Luc 24,1.10) reprend par contre la présence de deux personnages et non d'un seul comme Marc « en habits resplendissants ». Les deux évangélistes ne parlent toutefois pas d'un ou de deux anges mais d'un « jeune homme » ou de « deux hommes ». C'est l'iconographe qui les imagine et les représente comme un ou deux anges.

## Description
Deux femmes portant des vases contenant de la myrrhe se tiennent derrière le sarcophage du Christ après la Résurrection. Derrière elles, au centre, se tient une troisième femme qui regarde l'ange assis à gauche, pendant que les deux autres regardent l'ange de droite. Ces anges sont assis sur des sphères, Konrad Onasch parle de globes terrestres de couleur bleu sombre. Le fond de l'icône est constitué de rochers stylisés séparés en deux groupes, le vide entre les deux permettant d'écrire un texte.

## Comparaison
Selon Vera Traimond, historienne d'art, la version de l'apparition de l'ange aux Myrophores devant le tombeau du Christ, datant de 1420 et qui fait partie de l'iconostase de la Cathédrale de la Trinité à Serguiev Possad, a vraisemblablement été peinte par un élève d'Andreï Roublev.

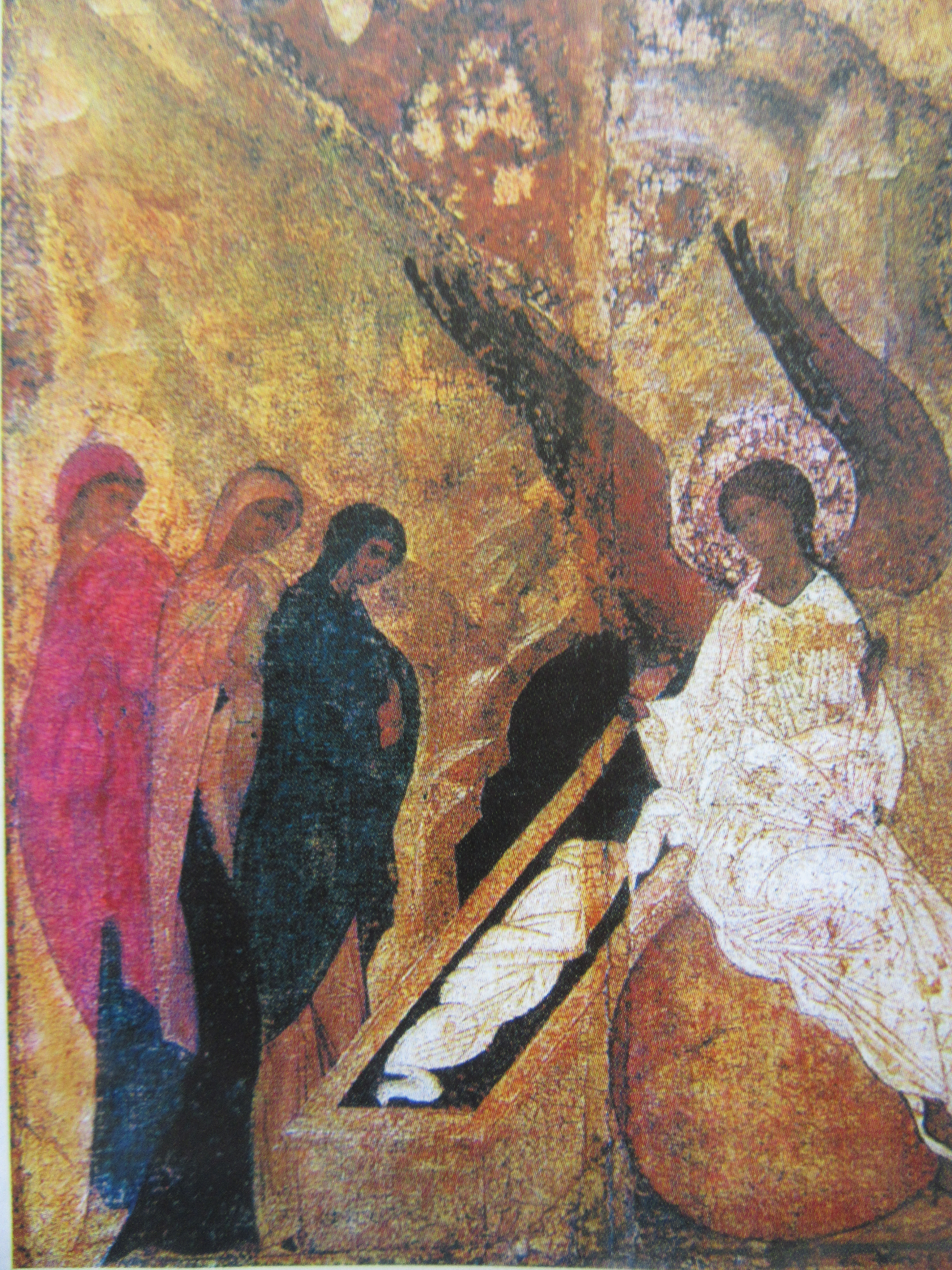
L'apparition de l'ange aux Myrophores devant le tombeau du Christ - 1420 (?)

Les Saintes femmes sont représentées dans la stupéfaction, les yeux effrayés à la vue du tombeau vide, hors le linceul. On trouve dans les gestes des personnages un maniérisme, une grande douceur, des formes raffinées, des couleurs formant une harmonie de tons argentés mais chauds qui annonce l'art de Dionissi.
Le sarcophage fait ici l'effet d'une séparation entre l'ange et les femmes au lieu d'être placé à l'avant de l'icône .